# Мордовські Полянки (Краснослободський район)
Мордо́вські Поля́нки (рос. Мордовские Полянки, ерз. Мокшень Куженя) — село у складі Краснослободського району Мордовії, Росія. Входить до складу Старорябкинського сільського поселення.
Населення — 107 осіб (2010; 115 у 2002).
Національний склад (станом на 2002 рік):
- мокшани — 97 %